# Sigalegalephrynus
A  Sigalegalephrynus a kétéltűek (Amphibia) osztályába, a békák (Anura) rendjébe és a varangyfélék (Bufonidae) családjába tartozó nem.

## Előfordulásuk
A nem fajai Indonéziában, Szumátrán honosak.

## Rendszerezés
A nembe az alábbi fajok tartoznak:
- Sigalegalephrynus burnitelongensis Sarker, Wostl, Thammachoti, Sidik, Hamidy, Kurniawan & Smith, 2019
- Sigalegalephrynus gayoluesensis Sarker, Wostl, Thammachoti, Sidik, Hamidy, Kurniawan & Smith, 2019
- Sigalegalephrynus harveyi Sarker, Wostl, Thammachoti, Sidik, Hamidy, Kurniawan & Smith, 2019
- Sigalegalephrynus mandailinguensis Smart, Sarker, Arifin, Harvey, Sidik, Hamidy, Kurniawan & Smith, 2017
- Sigalegalephrynus minangkabauensis Smart, Sarker, Arifin, Harvey, Sidik, Hamidy, Kurniawan & Smith, 2017